# Riccia okahandjana
Riccia okahandjana là một loài rêu trong họ Ricciaceae. Loài này được S.W. Arnell mô tả khoa học đầu tiên năm 1957.